# Young Sprinters Hockey Club
Lo Young Sprinters Hockey-Club (precedentemente Neuchâtel-Sports Young Sprinters HC) è stato un club di hockey su ghiaccio della città di Neuchâtel, in Svizzera, sciolto nel novembre 2009 per cause finanziarie.